# UTC+03:00

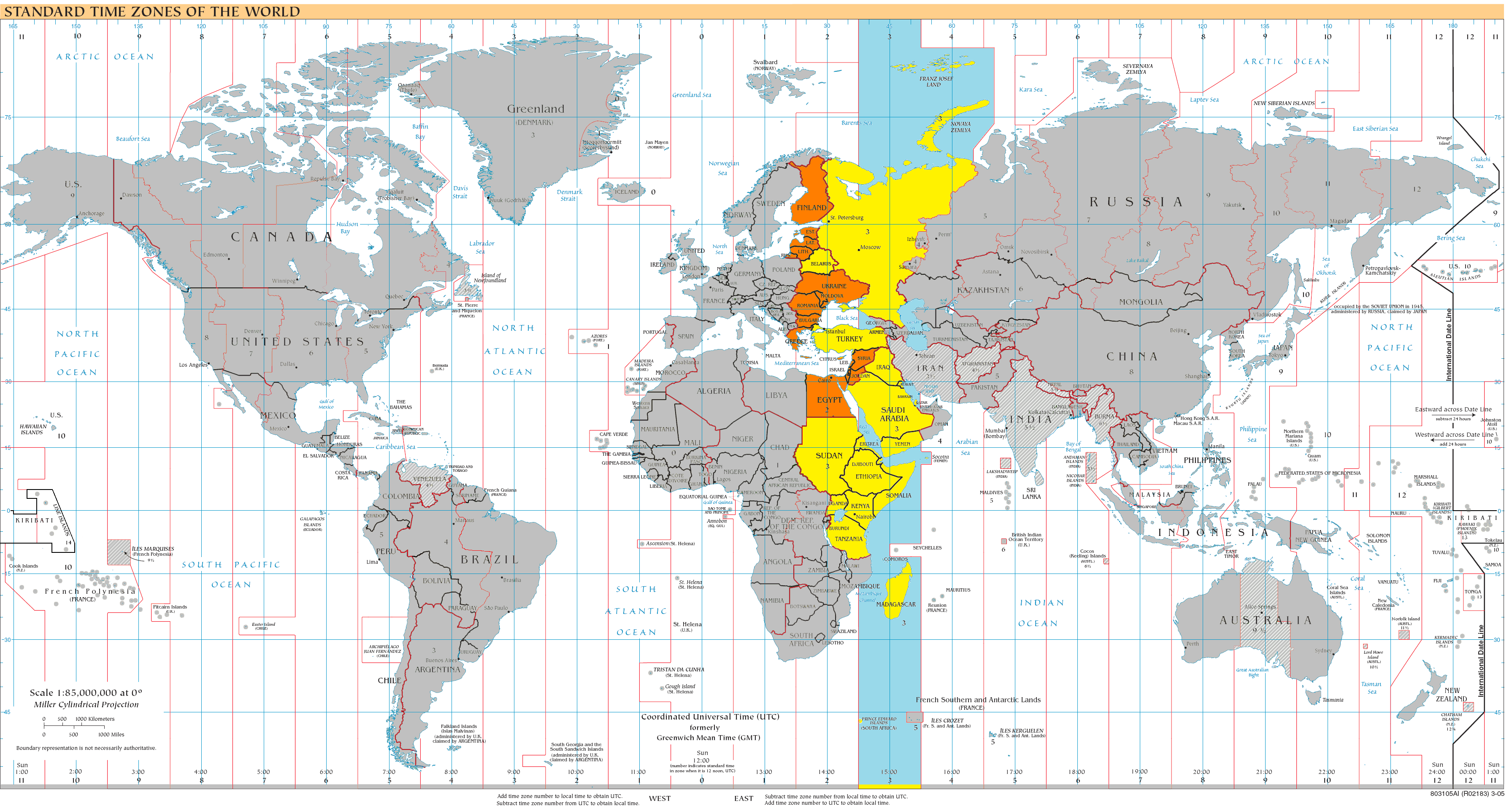
Mapa de UTC+03:00

UTC+03:00 es el vigésimo segundo huso horario del planeta cuya ubicación geográfica se encuentra en el meridiano 45 este. Aquellos países que se rigen por este huso horario se encuentran 3 horas por delante del meridiano de Greenwich.

## Hemisferio norte

### Países que se rigen por UTC+03:00 todo el año
| Abreviatura | Nombre Completo                                                | País |
| ----------- | -------------------------------------------------------------- | --- |
| AST         | Hora Estándar de Arabia (Arabia Standard Time)                 | Arabia Saudita Baréin Catar Irak Kuwait Yemen |
| EAT         | Hora del Este de África (Eastern Africa Time)                  | Eritrea Etiopía Kenia - Condado de Baringo - Condado de Bomet (parte) - Condado de Bungoma - Condado de Busia - Condado de Elgeyo-Marakwet - Condado de Embu - Condado de Garissa (parte) - Condado de Homa Bay - Condado de Isiolo - Condado de Kakamega - Condado de Kericho - Condado de Kisii (parte) - Condado de Kirinyaga - Condado de Kisumu - Condado de Kitui (parte) - Condado de Laikipia - Condado de Machakos (parte) - Condado de Mandera - Condado de Marsabit - Condado de Meru - Condado de Muranga (parte) - Condado de Narok (parte) - Condado de Nandi - Condado de Nakuru - Condado de Nyamira - Condado de Nyandarua - Condado de Nyeri - Condado de Samburu - Condado de Siaya - Condado de Tharaka-Nithi - Condado de Trans-Nzoia - Condado de Turkana - Condado de Uasin Gishu - Condado de Vihiga - Condado de Wajir - Condado de West Pokot - Condado del Río Tana (parte) Somalia (Excepto la Región de Jubbada Hoose) Uganda - Región Central (parte) - Región Este - Región Norte - Región Oeste (parte) Yibuti |
| EEST        | Hora de Verano del Este Europeo (Eastern European Summer Time) | Jordania Siria |
| MSK         | Hora Estándar de Moscú (Moscow Standard Time)                  | Bielorrusia Georgia - Abjasia - Osetia del Sur Rusia - Carelia - Distrito autónomo de Nenetsia - Krai de Krasnodar - Krai de Stávropol - Óblast de Arcángel - Óblast de Astracán - Óblast de Bélgorod - Óblast de Briansk - Óblast de Ivánovo - Óblast de Kaluga - Óblast de Kírov - Óblast de Kostromá - Óblast de Kursk - Óblast de Leningrado - Óblast de Lípetsk - Óblast de Moscú - Óblast de Múrmansk - Óblast de Nizhni Nóvgorod - Óblast de Nóvgorod - Óblast de Oriol - Óblast de Penza - Óblast de Pskov - Óblast de Riazán - Óblast de Rostov - Óblast de Sarátov - Óblast de Smolensk - Óblast de Tambov - Óblast de Tula - Óblast de Uliánovsk - Óblast de Vladímir - Óblast de Volgogrado - Óblast de Vólogda - Óblast de Vorónezh - Óblast de Yaroslavl - República de Adigueya - República de Chechenia - República de Chuvasia - República de Daguestán - República de Ingusetia - República de Kabardia-Balkaria - República de Kalmukia - República de Karacháyevo-Cherkesia - República de Komi - República de Mari-El - República de Mordovia - República de Osetia del Norte-Alania - República de Tartaristán Ucrania - Crimea - Donetsk - Lugansk |
| TRT         | Hora de Turquía (Turkey Time)                                  | Turquía |

### Países que se rigen por UTC+03:00 en Horario de Verano
| Abreviatura | Nombre Completo                                                | País |
| ----------- | -------------------------------------------------------------- | --- |
| EEST        | Hora de Verano del Este Europeo (Eastern European Summer Time) | Bulgaria Chipre Egipto Estonia Finlandia Grecia Letonia Líbano Lituania Moldavia Palestina Rumania Ucrania (Excepto Crimea, Donetsk y Lugansk) |
| IDT         | Hora de Verano de Israel (Israel Daylight Time)                | Israel |

## Hemisferio sur

### Países que se rigen por UTC+03:00 todo el año
| Abreviatura | Nombre Completo                               | País |
| ----------- | --------------------------------------------- | --- |
| EAT         | Hora del Este de África (Eastern Africa Time) | Comoras Francia - Mayotte Kenia - Condado de Bomet (parte) - Condado de Garissa (parte) - Condado de Kajiado - Condado de Kiambu - Condado de Kilifi - Condado de Kisii (parte) - Condado de Kitui (parte) - Condado de Kwale - Condado de Lamu - Condado de Machakos (parte) - Condado de Makueni - Condado de Migori - Condado de Mombasa - Condado de Muranga (parte) - Condado de Nairobi - Condado de Narok (parte) - Condado de Taita-Taveta - Condado del Río Tana (parte) Madagascar Somalia - Región de Jubbada Hoose Tanzania Uganda - Región Central (parte) - Región Oeste (parte) |